# Флоридський печерний ведмідь
Флоридський печерний ведмідь, флоридський короткомордий ведмідь, флоридський очковий ведмідь (лат. Tremarctos floridanus) — викопний вид з родини ведмедевих.
Мешкав у Північній Америців Плейстоцені, здебільшого у печерах. Кістяні рештки вперше були віднайдені у штаті Флорида, що й дало назву виду.
Разом з нині живим очковим ведмедем (з яким має суттєву анатомічну схожість) та двома вимерлими видами короткомордих ведмедів є підродиною Tremarctinae у родині ведмедів.